# 拜馬基 (利維夫州)
50°0′42″N 24°47′45″E / 50.01167°N 24.79583°E
拜馬基（羅馬化：Baimaky）是烏克蘭西部的村莊，隸屬利維夫州的佐洛奇夫區。該村面積0.61平方公里，海拔高度243米，2021年人口100，人口密度每平方公里190.16人。